# Kaiser-Route
Die Kaiser-Route war ein 480 Kilometer langer Radfernweg durch Nordrhein-Westfalen von Aachen nach Paderborn.

## Beschreibung
Benannt wurde die Kaiser-Route nach Kaiser Karl dem Großen, der in Aachen residierte. Der Routenverlauf orientierte sich an der mutmaßlichen Route, die das Heer Karls des Großen im Jahr 775 auf seinem Weg in das Gebiet der Sachsen nahm.
Die Route verlief nicht ausschließlich auf separaten Radwegen, sondern teilweise auf vielbefahrenen Hauptstraßen und war streckenweise recht steigungsreich. Sie war mit sechseckigen weißen Plaketten ausgeschildert, die in grüner Farbe untereinander eine stilisierte Krone, die Inschriften „Kaiser-Route“ und „Aachen-Paderborn“ sowie ein stilisiertes Fahrrad zeigen. Eröffnet wurde sie 1994 anlässlich der Landesgartenschau in Paderborn. Seit 2014 wird sie nicht mehr betrieben, die Beschilderung wurde größtenteils entfernt.

## Bildergalerie

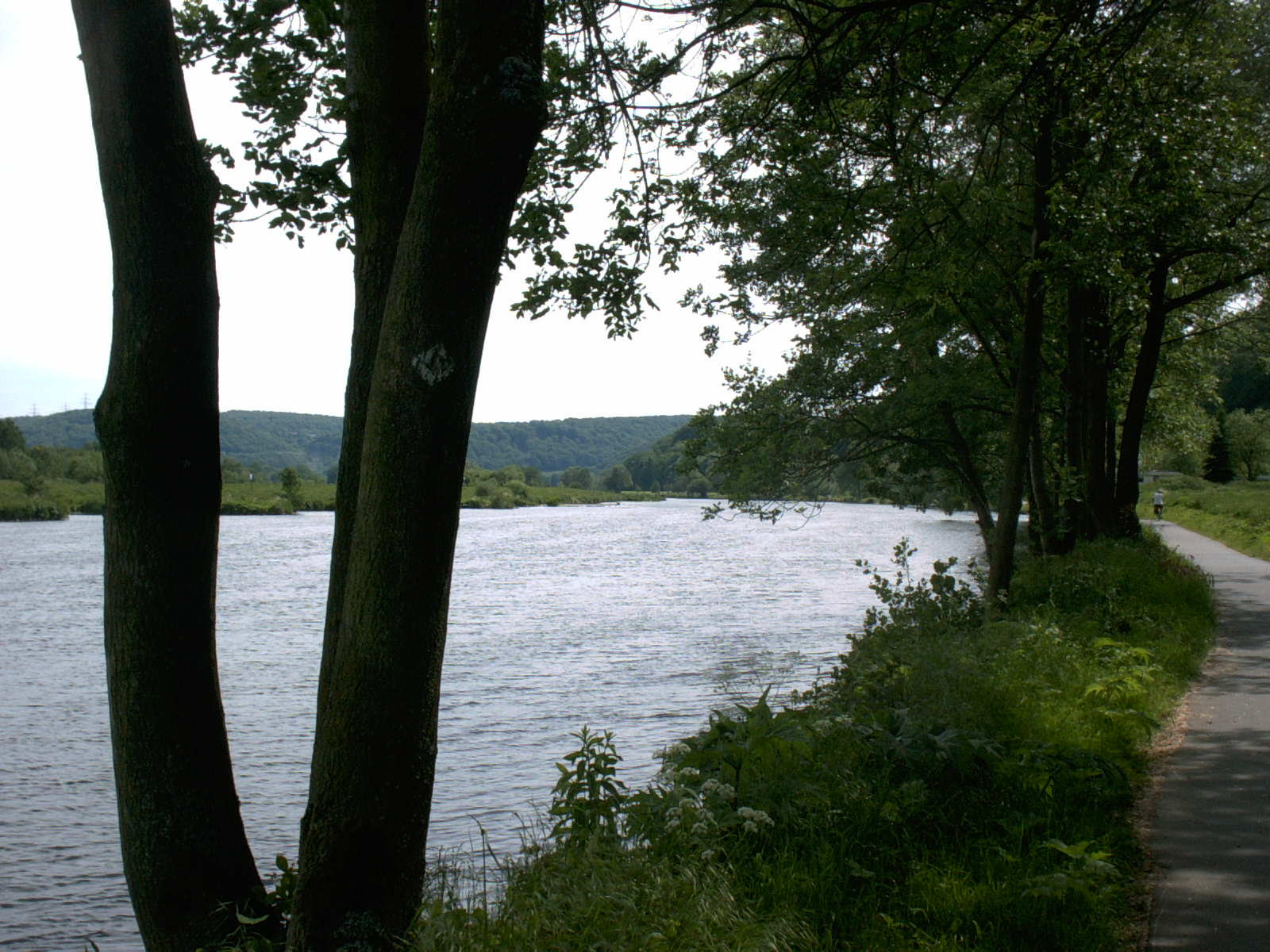
Ruhr bei Hattingen
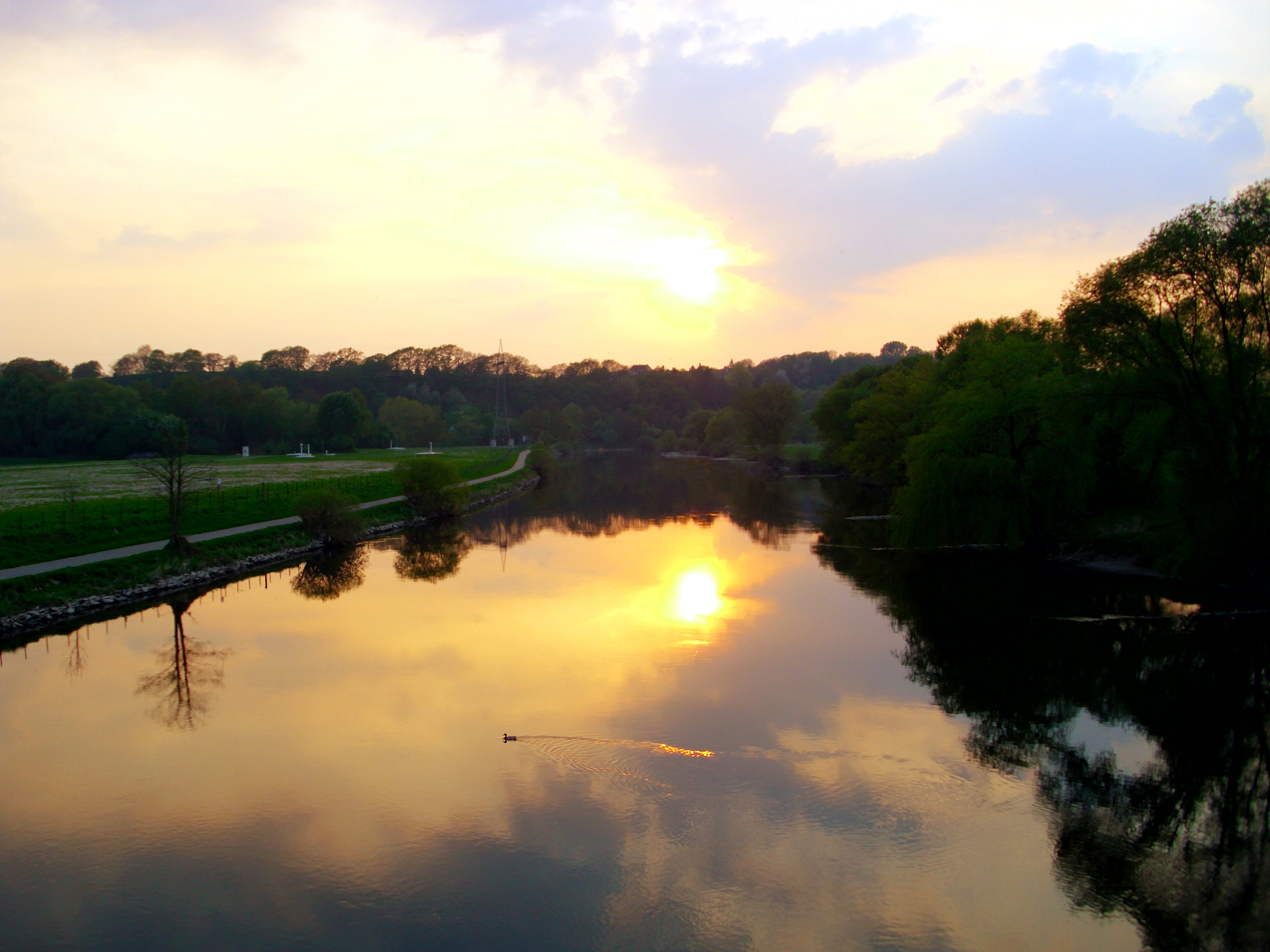
Ruhr am Abend in Essen-Steele
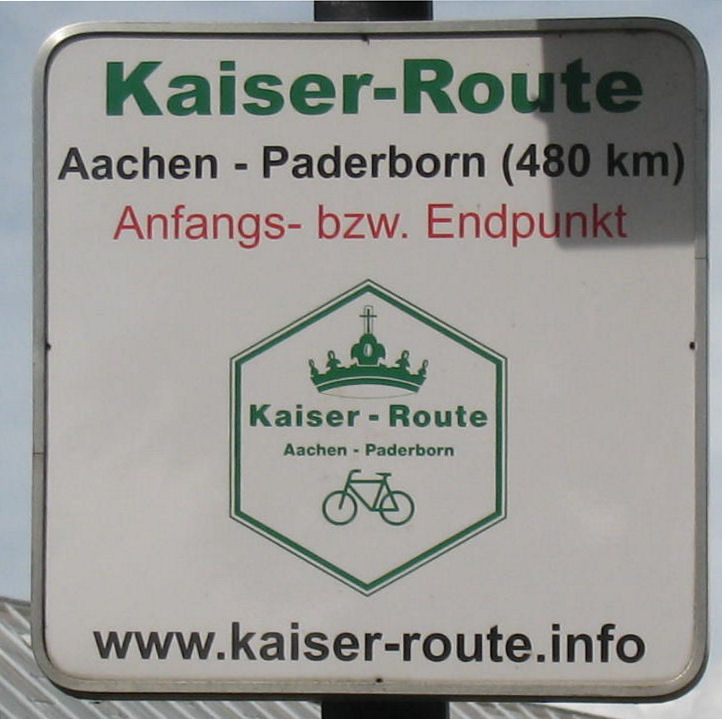
Endmarkierung der Route unterhalb des Paderborner Doms.